# Pyramid
Pyramid fou el tercer àlbum d'estudi de The Alan Parsons Project. Va ser publicat l'any 1978 per la discogràfica Arista. A la portada s'hi pot veure Alan Parsons en pijama a l'habitació d'un hotel amb vistes a les Piràmides de Guiza.
El disc, que pretén ser una ullada al passat amb ulls d'avui, fa nombroses referències a algunes de les 7 antigues meravelles, especialment a les Piràmides de Guiza. La temàtica de l'àlbum ve explicada pel furor que causaven aleshores les piràmides en general i els seus suposats poders i propietats màgics.
Com és costum en la majoria dels treballs del grup, Pyramid comença amb una peça instrumental, Voyager, que és la introducció del tema principal del disc, What Goes Up....

## Informació addicional
Publicació: Maig 1978
Gravació: Abbey Road
Duració: 37:46
Discogràfica: Arista Records
Producció: Alan Parsons

## Fites de l'àlbum
Rànkings: #26 EUA, #49 RU
Disc d'Or: 24 - 6 -78
Setmanes al TOP 40: 9

## Llista de cançons
1."Voyager" (instrumental) – 2:15 (Viatger)
2."What Goes Up..." – 3:56 (El que puja...)
3."The Eagle Will Rise Again" – 4:03 (El falcó tornarà de nou)
4."One More River" – 4:16 (Un riu més)
5."Can't Take It with You" – 5:02 (No puc agafar-lo amb tu)
6."In the Lap of the Gods" (instrumental) – 5:29 (A la falda dels déus)
7."Pyramania" – 2:43
8."Hyper-Gamma-Spaces" (instrumental) – 4:20 (Espais Hyper-Gamma)
9."Shadow of a Lonely Man" – 5:34 (L'ombra d'un home solitari)

## Crèdits
Baix: David Paton
Bateria: Stuart Elliot
Guitarres: Ian Bairnson
Teclats: Eric Woolfson i Alan Parsons
Veus: Lenny Zakatek, Colin Blunstone, John Miles, Jack Harris i David Paton
Enginyer de so: Alan Parsons

## Àlbum CD remasteritzat
Pyramid fou remasteritzat i reeditat el 2008 amb les següents cançons afegides a les nou originals: 
Voyager/What Goes Up/The Eagle Will Rise Again" (instrumental) - 8:55
What Goes Up/Little Voice" (early version demo) - 4:07
Can't Take It With You" (early version demo) - 1:45
Hyper-Gamma-Spaces" (demo) - 2:21
The Eagle Will Rise Again" (alternate version – backing track) - 3:20
In the Lap of the Gods" (Part I – demo) - 3:14
In the Lap of the Gods" (Part II – backing track rough mix) - 1:56